# José Moya Navarro
José Moya Navarro (Osuna, 1908-Sevilla, 6 de agosto de 1936) fue un sindicalista y político socialista español.

## Biografía
Desde su juventud fue un activo militante de la Unión General de Trabajadores (UGT) y del Partido Socialista Obrero Español en su localidad natal. Agricultor, tras dedicar el tiempo libre al estudio, consiguió plaza para trabajar en los tranvías de Sevilla. En la capital hispalense destacó por su defensa de los trabajadores, llegando a ser secretario general de la Federación Provincial de Sevilla de la UGT. En las elecciones generales de 1936 fue elegido diputado integrado en la candidatura del Frente Popular.
Conocido el 17 de julio de 1936 el golpe de Estado que dio lugar a la Guerra Civil, junto con los también diputados Manuel Barrios Jiménez, Víctor Adolfo Carretero Martínez y Alberto Fernández Ballesteros, marchó de Madrid a Sevilla, donde se dirigió al Gobierno Civil y se reunió con los dirigentes políticos sevillanos a fin de evaluar la situación. Al día siguiente hizo lo propio en la Casa del Pueblo de Sevilla. Ante la amenaza que representaba el triunfo del golpe de Estado en la provincia, se refugió en la casa del médico José Leal Calderi. Su vivienda y las de sus familiares fueron intensamente registradas. En uno de los registros fueron detenidas su esposa y su cuñada y, ante la amenaza de que fueran ejecutadas, se entregó el 29 de julio. Ingresó en la prisión provincial y luego fue trasladado al cine Jaúregui, de donde fue sacado en la madrugada del 6 de agosto junto a un numeroso grupo de presos. Fue ejecutado de un solo tiro en la nuca en la Gota de Leche ese mismo día.